# Bormes-les-Mimosas
Bormes-les-Mimosas (do 15 lutego 1968 Bormes, prow. Bouarmo, Bòrmas) –
miejscowość i gmina położona we Francji, w departamencie Var, w regionie Prowansja-Alpy-Lazurowe Wybrzeże.
Według danych na rok 2009 gminę zamieszkiwały 7321 osoby, a gęstość zaludnienia wynosiła 75 osoby/km².

## Położenie
Gmina jest położona nad Morzem Śródziemnym, na południowym skraju rozciągającego się równoleżnikowo masywu Maures. Najwyższy punkt znajduje się w głównym łańcuchu tego masywu na granicy z sąsiadującą od północy gminą Collobrières, na wysokości 642 m. Niższe pasmo wzgórz przebiega wzdłuż wybrzeża, a w obniżeniu między pasmami płyną m.in. potoki Batailler i Môle oraz przebiega droga departamentalna D98, pokonująca zwornik między pasmami na przełęczy Gratteloup (192 m n.p.m.). Najbardziej na południe wysuniętym punktem lądu jest przylądek Bénat, położony naprzeciw wysp Hyères.

## Historia
Pierwsza pisana wzmianka o miejscowości pochodzi z roku 1056 (jako Borma). Znaleziska archeologiczne świadczą o dużo wcześniejszym osadnictwie w okolicy, za czasów Celtów. Port w Brégançon, współcześnie dzielnicy Bormes-les-Mimosas, był w czasach starożytnych ważnym punktem przeładunkowym rudy ołowiu i granitu z pobliskich kopalni. Do dziś zachowały się liczne znaleziska z czasów rzymskich.
W średniowieczu wioska była wielokrotnie niszczona. Od 730 roku regularnie plądrowali ją Saraceni, w 1393 piraci, a także Hiszpanie. W 1529 Bormes spalili Maurowie, 1539 zniszczyły je wojska Andrei Dorii, a w 1579 ponownie uległo zniszczeniu w trakcie wojen religijnych.
Świętemu Franciszkowi z Paoli przypisuje się wymodlenie w 1481 końca epidemii dżumy, która pustoszyła okolicę. Po tym zdarzeniu został patronem miejscowości, o czym przypominają figura na Place St-François i kapliczka mu poświęcona z XVI wieku.
W 1913 roku z gminy wydzielono obszar należący odtąd do Le Lavandou. Przyrostek les Mimosas został dodany do nazwy dopiero w 1968 roku. Napoleon III sprowadził drzewka akacji (z rodziny mimozowatych) z Meksyku około 1860 roku i zaordynował ich uprawę w Bormes.

## Zabytki i inne atrakcje
Bormes-les-Mimosas zachowało charakter średniowiecznego miasteczka. W mieście znajdują się m.in.:
- ruiny zamku z XII wieku
- kaplica św. Franciszka z Paoli z 1560 roku i jego pomnik
- liczne zabytkowe domy
- neoromański kościół św. Trofima z XVIII w.

W okolicach na terenie gminy:
- kapliczka św. Konstancji z XIII w. położona na wzgórzu (324 m n.p.m.) z rozległym widokiem na okolicę[6]
- port jachtowy
- plaże w Cabasson, l’Estagnol, Pellegrin i la Favière
- latarnia morska na przylądku Bénat
- fort Brégançon, od 1968 roku oficjalna letnia rezydencja prezydentów Francji, dostępny do zwiedzania tylko w jeden weekend września[7][3]
- zapora Trapan, zapewnia zapasy wody pitnej dla nadmorskich miejscowości na wschód od Tulonu
- ogród botaniczny Cigalou[8]
- arboretum Gratteloup
- arboretum Ruscas

Miejscowość została wyróżniona czterema kwiatami w ogólnokrajowym konkursie Villes et Villages Fleuris oraz zdobyła złoty medal w podobnym ogólnoeuropejskim konkursie w 2003 roku. Rokrocznie organizowana jest także kwiatowa parada.

### Winnice
Teren gminy jest objęty apelacją AOC Côtes de Provence dla win białych, różowych i czerwonych. Niektóre z winnic są udostępnione do zwiedzania.

### Szlak Mimozy
Bormes-les-Mimosas jest początkowym punktem 130-kilometrowego Szlaku Mimozy (franc. La Route du Mimosa, ang. The Mimosa Trail), który biegnie wzdłuż Lazurowego Wybrzeża przez Rayol-Canadel-sur-Mer, Sainte-Maxime, Saint-Raphaël, Mandelieu-la-Napoule, Tanneron i Pégomas aż do Grasse i pozwala od stycznia do połowy marca cieszyć oko kwitnącymi drzewami akacji.

## Związani z miastem
Z Bormes-les-Mimosas związani są:
- Hippolyte Mourdeille (1758–1807), urodzony w Bormes, walczył o niepodległość krajów Ameryki Południowej, zginął w walce z Hiszpanami w Montevideo[3].
- Hippolyte de Bouchard (1780–1837), marynarz korsarz, bojownik o niepodległość Peru i Argentyny, organizator argentyńskiej marynarki także pochodził z Bormes. Dla upamiętnienia jego imienia dzień niepodległości Argentyny (9 lipca) jest świętowany także w Bormes-les-Mimosas[3].
- Alfred Courmes (1898-1993), malarz, urodzony w Bormes-les-Mimosas
- Hermann Sabran, prawnik i filantrop z Lyonu, właściciel Fort de Brégançon
- Henryk, wielki książę Luksemburga, właściciel posiadłości w pobliskim Cabasson, zakupionej w 1949 przez jego babcię, Szarlottę